# Ivo Totić
Ivo Totić (Zenica, 1967. – Vitez, 9. svibnja 2017.), hrvatski pjesnik iz Bosne i Hercegovine.

## Životopis
Diplomirani je inženjer metalurgije. Radio je kao profesor stručnih predmeta strojarske struke u srednjoj školi u Vitezu.
Prvu Totićevu zbirku pjesama pod nazivom Crna fizika objavilo je 1995. godine Hrvatsko kulturno društvo Napredak iz Sarajeva. Za života je objavio još dvije knjige, a postumno mu je objavljena zbirka pjesama Paukova mreža. Zbirku pjesama Crni vrh: Elegija za Ivu Totića kao posvetu njegovu životu i stvaralaštvu napisala je spisateljica Sanja Babić Đulvat. Uvršten je u antologiju poezije Ovdje živi Conan – Mlada bosanska lirika 1992. – 1996.
Preminuo je u Vitezu 9. svibnja 2017.

## Djela
- Crna fizika (pjesme, 1995.),
- Kad mjesec potone za Gradinom (pjesme, 1997.),
- Sin tišine (pjesme, 1999.)
- Paukova mreža (pjesme, 2018.)

## Vanjske poveznice
- Miljenko Jergović: Grade svih Hrvata, najiskrenije žalim, gledam te očima svojih mrtvih (objavljeno 17. lipnja 2017.)